# Lista odcinków serialu animowanego Całkiem nowe przygody Toma i Jerry’ego
W tym artykule znajduje się lista odcinków wraz z opisami serialu animowanego Całkiem nowe przygody Toma i Jerry’ego emitowanego w Polsce na kanale TV Puls.

## Serie
| Sezony | Odcinki | Pierwsza emisja  | Ostatnia emisja | Pierwsza emisja | Ostatnia emisja |
| ------ | ------- | ---------------- | --------------- | --------------- | --------------- |
| 1      | 13      | 23 września 2006 | 5 maja 2007     | 1 marca 2010    | 17 marca 2010   |
| 2      | 13      | 22 września 2007 | 22 marca 2008   | 18 marca 2010   | 11 maja 2010    |

## Seria 1
| 1 | Ho, Ho Horrors Doggone Hill Dog Northern Light Fish Fight           | Świąteczny koszmar Król górki Polarne wędkowanie                     | 10 lutego 2007       | 1 marca 2010  |
| Świąteczny koszmar: Jerry’emu nie podoba się to co się śni Tomowi, więc dostaje się do jego snu zamieniając go w koszmar. Król górki: Tom i Jerry przeszkadzają Spike’owi w spacerze. Polarne wędkowanie: Gdy Jerry wyławia rybę, Tom chce ją przechwycić. |                                                                     |                                                                      |                      |               |
| 2 | Bats What I Like About the South FraidyCat Scat Tomb It May Concern | Zemsta nietoperka Strachy na koty Indiana Mysz i zaginiony grobowiec | 28 października 2006 | 2 marca 2010  |
| Zemsta nietoperka: Tom i Jerry wchodzą do starego dworu. Jerry wykorzystuje „mieszkańca” domu do straszenia Toma. Strachy na koty: Tom wraca do mieszkania przejętego przez Jerry’ego. Jerry chce wystraszyć natrętnego gościa. Indiana Mysz i zaginiony grobowiec: Tom i Jerry szukają skarbu faraona Ramzesa III Apepee.                                              |                                                                     |                                                                      |                      |               |
| 3 | Fire Breathing Tom Cat Medieval Menace The Itch                     | Tom Dratewka Królewna i kot Czarodziejski flet                       | 3 lutego 2007        | 3 marca 2010  |
| Tom Dratewka: Tom zostaje wysłany przez króla w celu pokonania smoka, który porwał jego córkę. Królewna i kot: Tom i Jerry gonią się w zamku królewskim, co nie podoba się księżniczce. Czarodziejski flet: Wszystkie myszy po koncercie szczurów zaczynają się drapać. Jerry próbuje zbadać tę sprawę.                                                                 |                                                                     |                                                                      |                      |               |
| 4 | Digital Dilemma Hi, Robot TomCat Jetpack                            | Cyfrowy problem Witaj robocie Tom oblatywacz                         | 11 listopada 2006    | 4 marca 2010  |
| Cyfrowy problem: Tom i Jerry z powodu burzy dostają się do wnętrza komputera zbudowanego przez Toma. Witaj robocie: Tom konstruuje robota o wyglądzie samicy myszy, którym wabi Jerry’ego. Tom oblatywacz: Tom zakłada porzucony na ulicy plecak odrzutowy i z jego pomocą atakuje Jerry’ego i Spike’a.                                                                 |                                                                     |                                                                      |                      |               |
| 5 | Piranha Be Loved By You Spook House Mouse Abracadumb                | Kochajmy piranie Białe szaleństwo Abrakakot                          | 4 maja 2007          | 5 marca 2010  |
| Kochajmy piranie Tom stara się zaimponować kocicy Toodles. Jerry stara się to uniemożliwić za pomocą piranii. Białe szaleństwo: Tom i Jerry odwiedzają nawiedzony dom. Abrakakot: Tom i Jerry walczą ze sobą o tytuł najlepszego magika. |                                                                     |                                                                      |                      |               |
| 6 | Cat Nebula Martian Mice Spaced Out Cat                              | Mgławica Kota Myszy z Marsa Kot w kosmosie                           | 17 lutego 2007       | 8 marca 2010  |
| Mgławica Kota: Jerry zjada cały prowiant w statku kosmicznym i zyskuje przez to nadwagę. Głodny Tom próbuje wykorzystać ten fakt. Myszy z Marsa: Tom i Jerry zostają porwani przez wielkich kosmitów podobnych do myszy, którzy myślą, że Tom to kura, która ma im znieść 2000 jaj. Kot w kosmosie: Tom buduje rakietę i wyrusza na księżyc, by wygrać miliard dolarów. |                                                                     |                                                                      |                      |               |
| 7 | Octo Suave Beach Bully Bingo Treasure Map Scrap                     | Ośmiorniczka Plażowi rozrabiacy Mapa skarbów                         | 24 lutego 2007       | 9 marca 2010  |
| Ośmiorniczka: Ośmiornica imieniem Morizzio myśli, że Tom to samica i się w nim zakochuje. Plażowi rozrabiacy: Tom i Jerry współpracują w celu pozbycia się Butcha i Spike’a z plaży. Mapa skarbów: Tom wykorzystuje Jerry’ego do szukania skarbu na dnie morza. |                                                                     |                                                                      |                      |               |
| 8 | Way-Off Broadway Egg Beats Cry Ucle                                 | Na Broadwayu Jajeczne rytmy Wizyta                                   | 7 października 2006  | 10 marca 2010 |
| Na Broadwayu: Tom i Jerry rywalizują ze sobą w grze na instrumentach dla pieniędzy. Jajeczne rytmy: Jerry gra muzykę z radia w gospodarstwie Toma, co powoduje, że kura zaczyna intensywnie składać jaja. Wizyta: Toma i Jerry’ego odwiedza wujek Jerry’ego – Pecos. Gospodarze chcą się go pozbyć za wszelką cenę.                                                     |                                                                     |                                                                      |                      |               |
| 9 | Joy Riding Jokers Cat Got Your Luggage? City Dump Chumps            | Przejażdżka Bagażowy Tom Śmietnikowi koledzy                         | 30 września 2006     | 11 marca 2010 |
| Przejażdżka: Tom i Jerry jadą samochodem Spike’a. Bagażowy Tom: Tom dostaje pracę w hotelu jako boy. Śmietnikowi koledzy: Tom i Jerry trafiają na wysypisko śmieci, gdzie Tom rywalizuje z miejscowym kotem o mysz. |                                                                     |                                                                      |                      |               |
| 10 | Tiger Cat Feeding Time Polar Peril                                  | Tygrys Pora karmienia Polarne przygody                               | 23 września 2006     | 12 marca 2010 |
| Tygrys: Tom niszczy portret malowany przez małpę, więc ta przemalowuje go tak, że Tom wygląda jak tygrys. Pora karmienia: Tom pilnuje, by żaden zwierzak w zoo nie był karmiony przez Jerry’ego. Polarne przygody: Tom i Butch próbują złapać Jerry’ego w czym utrudnia im zaprzyjaźniony z myszą niedźwiedź polarny.                                                   |                                                                     |                                                                      |                      |               |
| 11 | Din-O-Sores Freaky Tiki Prehisterics                                | Dinozaurowy zawrót głowy Riki Tiki Prehisteria                       | 4 listopada 2006     | 15 marca 2010 |
| Dinozaurowyt zawrót głowy: Tom i Jerry lądują na bezludnej wyspie pełnej dinozaurów. Riki Tiki: Tom i Jerry spotykają boginię ognia – Pele, która ich ściga. Prehisteria: Tom i Jerry są w prehistorii, gdzie gonią się nawzajem. |                                                                     |                                                                      |                      |               |
| 12 | Destruction Junction Battle of the Power Tools Jackhammered Cat     | Kłopoty murowane Bitwa na domy Na budowie                            | 3 marca 2007         | 16 marca 2010 |
| Kłopoty murowane: Tom dostaje pracę na placu budowy. Bitwa na domy: Tom i Jerry wygrywają 65 milionów dolarów w loterii i wykorzystują je do budowy swoich domów, która przeradza się w rywalizację. Na budowie: Tom próbuje dostać się na teren budowy, by złapać Jerry’ego.                                                                                           |                                                                     |                                                                      |                      |               |
| 13 | Tin Cat of Tomorrow Beefcake Tom TomCat, Superstar                  | Kot przyszłości Siłacz Tom Sławny kot Tom                            | 28 kwietnia 2007     | 17 marca 2010 |
| Kot przyszłości: Pani Kapcioszkowa kupuje robokota Verminatora 7000. Tom współpracuje z Jerrym, by się go pozbyć. Siłacz Tom: Jerry martwi się o Toma, który nawet nie ma siły go gonić i stara się, by on stał się silniejszy. Sławny kot Tom: Tom ma dosyć swojej sławy i ucieka na farmę.                                                                            |                                                                     |                                                                      |                      |               |

## Seria 2
| 14 | Zent Out of Shape I Dream of Meanie Which Witch!                                               | Niełatwo być zen Lampa Kotadyna Czary mary                       | 29 września 2007     | 18 marca 2010 |
| Niełatwo być zen: Tomowi przeszkadza granie Jerry’ego, więc rusza do walki z nim co budzi ze snu podwodnego potwora, który dopiero się uspokaja pod wpływem dalszej gry Jerry’ego na flecie. Lampa Kotadyna: Tom odnajduje lampę z dżinem, którym jest Spike. Wykorzystuje ją przeciwko Jerry’emu. Czary mary: Tom i Jerry są zaangażowani w walce pomiędzy 2 wiedźmami. |                                                                                                |                                                                  |                      |               |
| 15 | More Powers to You Catch Me Though You Can’t Power Tom                                         | Więcej mocy Złap mnie choć nie potrafisz Super Tom               | 22 września 2007     | 19 marca 2010 |
| Więcej mocy: Tom pilnuje pierścieni drużyny Wspaniałych (parodia Power Rangers). Złap mnie choć nie potrafisz: Naukowiec stwarza laser, który sprawia, że Jerry zyskuje szybkość. Super Tom: Tom i Jerry przez przypadek zostają wysłani na misję w celu pokonania bandy kotów.                                                                                          |                                                                                                |                                                                  |                      |               |
| 16 | Don’t Bring Your Pet to School Day Cat Show Catastrophe The Cat Whisperer with Casper Lombardo | Nie przynoś zwierzątek do szkoły Katastrofa Zaklinacz kotów      | 6 października 2007  | 22 marca 2010 |
| Nie przynoś zwierzątek do szkoły: Tom zostaje przyniesiony przez córkę swojej właścicielki do szkoły. Katastrofa: Tom uczestniczy na wystawie kotów. Jerry i Nibbles starają się zamienić jego występ w katastrofę. Zaklinacz kotów: Pani Kapcioszkowa zatrudnia zaklinacza kotów, by pomógł jej w wychowaniu Toma.                                                      |                                                                                                |                                                                  |                      |               |
| 17 | Adventures in Penguin Sitting Cat of Prey Jungle Love                                          | Przygody z pingwinem Kot drapieżny Miłość w dżungli              | 13 października 2007 | 23 marca 2010 |
| Przygody z pingwinem: Tom próbuje pozbyć się pingwina, który uciekł z zoo do jego domu. Kot drapieżny: Tom próbuje złapać Jerry’ego, jednak chroni go orzeł. Miłość w dżungli: Jerry zaprzyjaźnia się z nosorożcem, który chroni go przed Tomem. |                                                                                                |                                                                  |                      |               |
| 18 | Invasion of the Body Slammers Monster Con Over the River and Boo the Woods                     | Inwazja z kosmosu Zjazd potworów Dookoła straszy las             | 27 października 2007 | 24 marca 2010 |
| Inwazja z kosmosu: Do domu pani Kapcioszkowej wchodzi kosmita przyjmujący postać osoby, którą widzi. Zjazd potworów: Van Helsing chce złapać 1 z potworów znajdujących się w pobliskim hotelu. Doodkoła straszy las: Tom i Jerry trafiają do magicznej krainy i walczą z mieszkającym tam Butchem o wydostanie się stąd.                                                 |                                                                                                |                                                                  |                      |               |
| 19 | Xtreme Trouble A Life Less Guarded Sasquashed                                                  | Ekstremalny kłopot Praktyka na ratownika Wielka Stopa            | 3 listopada 2007     | 25 marca 2010 |
| Ekstremalny kłopot: Tom goni Jerry’ego za pomocą sprzętów do sportów ekstremalnych. Praktyka na ratownika: Tom i Droopy walczą o miano ratownika w miejscowym basenie. Wielka Stopa: Jerry i Nibbles chronią Wielką Stopę przed Tomem i panią Kapcioszkową. |                                                                                                |                                                                  |                      |               |
| 20 | Summer Squashing League of Cats Little Big Mouse                                               | Letnie zbiory Kocia Liga Mała wielka mysz                        | 10 listopada 2007    | 26 marca 2010 |
| Letnie zbiory: Tom próbuje się pozbyć Jerry’ego i jego kolegów z ogródka. Kocia liga: Butch przyjmuje Toma do tajnej organizacji o nazwie Kocia Liga. Mała wielka mysz: Tom zostaje za sprawą Jerry’ego wyrzucony z domu, więc bierze na niego odwet za pomocą mrówek.                                                                                                   |                                                                                                |                                                                  |                      |               |
| 21 | Bend It Like Thomas Endless Bummer Game Set Match                                              | Główkuj jak Thomas Na fali Gem, set, mecz                        | 1 grudnia 2007       | 29 marca 2010 |
| Główkuj jak Thomas: Tom swoją grą w piłkę nożną denerwuje Jerry’ego i Spike’a. Na fali: Tom, Jerry i Droopy rywalizują ze sobą w zawodach w surfingu. Gem, set, mecz: Tom uczy Tyke’a gry w tenisa. |                                                                                                |                                                                  |                      |               |
| 22 | The Declaration of Independunce Kitty Hawked 24 Karat Kat                                      | Deklaracja Niepodległości Pierwsze loty za płoty 24-karatowy kot | 8 grudnia 2007       | 30 marca 2010 |
| Deklaracja Niepodległości: Tom próbuje odzyskać Deklarację Niepodległości Stanów Zjednoczonych. Pierwsze loty za płoty: Jerry poucza o samolocie zbudowanym przez braci Wright. 24-karatowy kot: Tom i Butch próbują przejąć złoto Jerry’ego. |                                                                                                |                                                                  |                      |               |
| 23 | Hockey Schtick Snow Brawl Snow Mouse                                                           | Hokejowy bój Bitwa na śnieżki Mysz śnieżna                       | 2 lutego 2008        | 6 maja 2010   |
| Hokejowy bój: Tom tworzy lodowisko do hokeja, jednak Jerry wykorzystuje go do jazdy na łyżwach. Bitwa na śnieżki: Tom i Jerry walczą ze sobą śnieżkami. Mysz śnieżna: Tom i Jerry podczas pogoni odnajdują wielką, dziwną mysz śnieżną. |                                                                                                |                                                                  |                      |               |
| 24 | DJ Jerry Kitty Cat Blues Flamenco Fiasco                                                       | DJ Jerry Koci blues Flamenco Fiasco                              | 9 lutego 2008        | 7 maja 2010   |
| DJ Jerry: Tom pilnuje w nocy sklepu muzycznego. Tymczasem Jerry mu przeszkadza. Koci blues: Tom chce zaimponować miejscowej kotce – Sherkie. Flamenco Fiasco: Tom i Jerry oraz ich partnerki walczą między sobą w konkursie flamenco w Hiszpanii. |                                                                                                |                                                                  |                      |               |
| 25 | You’re Lion Kangadoofus Monkey Chow                                                            | Co za lew Kangurek Jerry Małpie wygłupy                          | 8 marca 2008         | 10 maja 2010  |
| Co za lew: Podczas safari Tom spotyka lwy. Kangurek Jerry: Jerry dopasowuje się do miejscowych kangurzątek i dołącza do nich. Małpie wygłupy: Tom próbuje dorwać małpę, która ukradła pani Kapcioszkowej torebkę. |                                                                                                |                                                                  |                      |               |
| 26 | Game of Mouse & Cat Babysitting Blues Catfish Follies                                          | Zabawa w kotka i myszkę Opiekun do dziecka Wędkarze              | 22 marca 2008        | 11 maja 2010  |
| Zabawa w kota i myszkę: Jerry za pomocą VR gra w grę, w której jest zwierzątkiem pani Kapcioszkowej, która nie lubi Toma, którego on zawsze odpędza z domu. Opiekun do dziecka: Jerry opiekuje się Nibbles, a Tom swoim bratankiem. Wędkarze: Podczas wędkowanie Butch jako ryba próbuje zjeść głównych bohaterów. Sam jednak zostaje zjedzony przez pelikana.           |                                                                                                |                                                                  |                      |               |

## DVD
W USA i w Wielkiej Brytanii wszystkie odcinki serialu zostały wydane na płytach DVD.
- Płyta 1: Wydana 3 października 2006 zawiera historie wchodzące w skład odcinków: 1, 8, 9 i 10.
- Płyta 2: Wydana 15 maja 2007 zawiera historie wchodzące w skład odcinków: 3, 4, 5 i 7.
- Płyta 3: Wydana 4 grudnia 2007 zawiera historie wchodzące w skład odcinków: 2, 6, 11, 12 i 13.
- Płyta 4: Wydana 11 marca 2008 zawiera historie wchodzące w skład odcinków 14-17.[1]
- Płyta 5: Wydana 12 sierpnia 2008 zawiera historie wchodzące w skład odcinków: 18-21.
- Płyta 6: Wydana 3 lutego 2009 zawiera historie wchodzące w skład odcinków: 22-26.
- Płyta 7: Wydana 13 kwietnia 2010 zawiera wszystkie odcinki 1 serii.